# NGC 1234
NGC 1234 је спирална галаксија у сазвежђу Еридан која се налази на NGC листи објеката дубоког неба.
Деклинација објекта је - 7° 50' 45" а ректасцензија 3h 9m 39,0s. Привидна величина (магнитуда) објекта NGC 1234 износи 14,2 а фотографска магнитуда 14,9. NGC 1234 је још познат и под ознакама MCG -1-9-11, PGC 11813.